# 1997 v hudbě
1997 v hudbě je článek obsahující přehled událostí souvisejících s populární hudbou, které proběhly v roce 1997.

## Události
- 10. ledna – James Brown získal svou hvězdu na hollywoodském chodníku slávy.
- 19. ledna – Madonna vyhrála Zlatý Glób za roli Evity.
- 12. února – Také David Bowie získal svou hvězdu na chodníku slávy.
- 13. února – Michael Jackson se stal otcem syna.
- 9. března – Známý rapper The Notorious B.I.G. byl zastřelen ve svém autě, kdy jel na udílení cen Soul Train Awards.
- 11. března – Paul McCartney byl povýšen do rytířského stavu anglickou královnou Alžbětou II.
- 6. září – Elton John zpíval píseň Candle in the Wind na pohřbu princezny Diany.
- 12. října – po zřícení letadla, jež pilotoval, zahynul ve věku 53 let John Denver.
- 22. listopadu – Michael Hutchence, zpěvák INXS, zemřel ve věku 37 let. Byl nalezen mrtev v hotelovém pokoji v Sydney.

## Založené kapely
- The Appleseed Cast
- The Black Heart Procession
- Calla
- The Casket Lottery
- Coldplay
- Death Cab for Cutie
- Demons & Wizards
- Dir en Grey
- Eisley
- The Exies
- Elvenking
- Finntroll
- Isis
- Liquid Tension Experiment
- Lostprophets
- Mates of State
- Morning Musume
- Mudvayne
- Queens of the Stone Age
- The Shins
- Sorry About Dresden
- Switchfoot
- Umphrey's Mcgee
- The White Stripes

## Zaniklé kapely
- Acid Bath
- Atomic Swing
- Brainiac
- Christie Front Drive
- The Clouds
- Cocteau Twins
- Commander Venus
- Def FX
- Dinosaur Jr.
- Failure
- Gin Blossoms
- Glue Gun
- The Monkees
- Porno for Pyros
- The Presidents of the United States of America
- Soundgarden
- Swans
- Throwing Muses
- Ugly Kid Joe
- White Zombie
- X Japan

## Hudební návraty
- Sunny Day Real Estate

## Alba

### Domácí alba
- Čert na koze jel – Kabát
- Na káře – Spirituál kvintet
- Pozdrav z fronty – Daniel Landa
- Harlej krišna – Harlej
- Mein Kampfunk – J.A.R.
- Běr – Pražský výběr
- Hořký pití – Echt!

### Zahraniční alba
- R U Still Down? (Remember Me) – 2Pac
- Life After Death – The Notorious B.I.G.
- Happy? (Jann Arden) – Jann Arden
- Anywhere But Here – The Ataris
- Nine Lives – Aerosmith
- Bonfire – AC/DC
- MTV Unplugged – Bryan Adams
- So Long, So Wrong – Alison Krauss
- Remains – Annihilator
- Come to Daddy – Aphex Twin
- Imitação da Vida – Maria Bethânia
- Tested – Bad Religion (live)
- Whatever and Ever Amen – Ben Folds Five
- Janam Samjha Karo – Asha Bhosle and Leslie Lewis
- Not Bad – Big Ass
- Entering a New Ride – Big Audio Dynamite
- Telegram – Björk
- Homogenic – Björk
- Blackmail – Blackmail
- Dude Ranch – blink–182
- Surf–N–Burn – The Blue Stingrays
- Straight on Till Morning – Blues Traveler
- Herzfrequenz – Blümchen
- Blur – Blur
- La–On (ละอ่อน) – Bodyslam
- Art of War – Bone Thugs–N–Harmony
- Boston: Greatest Hits – Boston
- The Bouncing Souls – The Bouncing Souls
- Earthling – David Bowie
- Twenty–Eight Teeth – Buck–O–Nine
- When Disaster Strikes – Busta Rhymes
- Feelings – David Byrne
- Body Language – Jonathan Cain
- Uptown Saturday Night – Camp Lo
- Butterfly – Mariah Carey
- The Virginian – Neko Case
- Ar Jani Na – Chandrabindu
- Stealing Second – Chris Thile
- Sevens – Garth Brooks
- Dig Your Own Hole – The Chemical Brothers
- Something Wild – Children of Bodom
- Enthrone Darkness Triumphant – Dimmu Borgir
- 1am to 5am – Annabelle Chvostek
- Coal Chamber – Coal Chamber
- Funcrusher Plus – Company Flow
- A Fistful Of Alice – Alice Cooper
- My Own Prison – Creed
- Galore – The Cure
- Homework – Daft Punk
- Les Années Orlando (1970–1997) – Dalida
- Olympia 1959 – Dalida
- L'An 2005 – Dalida
- Honey I'm Homely – Dance Hall Crashers
- Welcome to the Freak Show – dc Talk
- Around the Fur – Deftones
- Serpents Of The Light – Deicide
- Ultra – Depeche Mode
- Accident of Birth – Bruce Dickinson
- Ein Herz aus Schokolade – Die Flippers
- Paradise Now – Die Krupps
- Titanic – Céline Dion (soundtrack)
- Dr. Dre Presents…The Aftermath – Dr. Dre
- Medazzaland – Duran Duran
- Time Out Of Mind – Bob Dylan
- Evergreen – Echo & The Bunnymen
- Cowboy – Erasure
- So Much for the Afterglow – Everclear
- Album of the Year – Faith No More
- Remanufacture – Fear Factory
- Polythen – Feeder
- The Danc – Fleetwood Mac
- The Colour and the Shape – Foo Fighters
- Somewhere Out In Space – Gamma Ray
- The Ultimate Gary Glitter (Greatest Hits) – Gary Glitter
- Behind The Eyes – Amy Grant
- Takes A Little Time – Amy Grant
- Play – Great Big Sea
- Nimrod – Green Day
- Members ov Sonic Cults – Grey Park
- The Synthetic Form – Gridlock
- Mag Earwhig! – Guided by Voices
- Carnival of Chaos – GWAR
- Glory to the Brave – Hammerfall
- Middle of Nowhere – Hanson
- Aftertaste – Helmet
- The First Session – Hole
- Days of Purgatory – Iced Earth
- S.C.I.E.N.C.E. – Incubus
- Whoracle – In Flames
- Elegantly Wasted – INXS
- The Great Milenko – Insane Clown Posse
- National Steel – Colin James
- The Velvet Rope – Janet Jacksonová
- In My Lifetime, Vol. 1 – Jay–Z
- Oxygene 7–13 – Jean Michel Jarre
- Jerky Boys 4 – Jerky Boys
- Rapture – album by Bradley Joseph
- Jugulator – Judas Priest
- Zistwar revoltan – Kaya
- Picnic – Robert Earl Keen
- Carnival of Souls: The Final Sessions – Kiss
- I Got Next – KRS–One
- Lie to Me – Jonny Lang
- Euphoria – Leftover Salmon
- Three Dollar Bill Y'all – Limp Bizkit
- Secret Samadhi – Live
- 84–87 – Pyotr Mamonov
- Marcy Playground – Marcy Playground
- This Strange Engine – Marillion
- Flaming Pie – Paul McCartney
- Surfacing – Sarah McLachlan
- Cryptic Writings – Megadeth
- Honky – Melvins
- Reload – Metallica
- Let's Face It – The Mighty Mighty Bosstones
- Young Team – Mogwai
- ¿Dónde Jugarán Las Niñas? – Molotov
- Formulas Fatal to the Flesh – Morbid Angel
- The Healing Game – Van Morrison
- Generation Swine – Mötley Crüe
- Life In General – MxPx
- Halim – Natacha Atlas
- Nerf Herder – Nerf Herder
- The Boatman's Call – Nick Cave and the Bad Seeds
- Angels Fall First – Nightwish
- So Long and Thanks for All the Shoes – NOFX
- Be Here Now – Oasis
- Back from the Dead – Obituary
- Ixnay On The Hombre – The Offspring
- Welcome – Outhouse
- Entropia – Pain of Salvation
- Full Circle (album, Pennywise) – Pennywise
- Billy Breathes – Phish
- Slip Stitch and Pass – Phish
- Willis – The Pietasters
- Portishead – Portishead
- Brown Album – Primus
- The Fat Of The Land – Prodigy
- Quarashi – Quarashi
- OK Computer – Radiohead
- Skin – The Rainmakers (final release)
- Puritan Vodou – RAM
- Sehnsucht – Rammstein
- Glow – Reef
- Unit – Regurgitator
- Remember Shakti – Remember Shakti
- Legendary Tales – Rhapsody
- Double Live – Rheostatics
- Dead Men Don't Smoke Marijuana – S. E. Rogie
- Retrospective I – Rush
- The Wake of Magellan – Savatage
- Unleash the Beast – Saxon
- The Fawn – The Sea and Cake
- The Remixes – Shakira
- Child: Music for the Christmas Season – Jane Siberry
- Built To Last – Sick of it All
- Freak Show – Silverchair
- Film Noir – Carly Simon
- Lake of Sorrow – The Sins of Thy Beloved
- Somewhere More Familiar – Sister Hazel
- Dig Me Out – Sleater–Kinney
- Fush Yu Mang –Smash Mouth
- Either/Or – Elliott Smith
- Big Willie Style – Will Smith
- Becoming X – Sneaker Pimps
- Men In Black – Soundtrack
- The Lost Highway – Soundtrack
- Spiceworld – The Spice Girls
- Weights and Measures – Spirit of the West
- Dots and Loops – Stereolab
- City – Strapping Young Lad
- Visions – Stratovarius
- Indoor Living – Superchunk
- In It for the Money – Supergrass
- Blue Sky On Mars – Matthew Sweet
- The Legend of Chin – Switchfoot
- The Divine Wings of Tragedy – Symphony X
- Ölürüm Sana – Tarkan, Featuring His Hit Simarik
- Demonic – Testament
- It Doesn't Matter Anymore – The Supernaturals
- Then: The Earlier Years – They Might Be Giants
- Third Eye Blind – Third Eye Blind
- Live Between Us – The Tragically Hip
- Good Feeling – Travis
- Come on Over – Shania Twain
- Songs of a Circling Spirit – Tom Cochrane
- Amrep Christmas – Unsane
- Never Mind the Opened Minds – US Bombs
- War Birth – US Bombs
- Pop – U2
- Fire Garden – Steve Vai
- Eight Arms to Hold You – Veruca Salt
- Urban Hymns – The Verve
- The Mollusk – Ween
- Bombs & Butterflies – Widespread Panic
- Big Willie Style – Will Smith
- Enter – Within Temptation
- WU Tang Forever – Wu Tang Clan
- Tribute – Yanni
- Crossing The Rubicon – Armageddon
- Backstreet Boys (US) – Backstreet Boys
- Backstreet's Back – Backstreet Boys
- XXV: The Essential – Mike Oldfield
- Angel Fall First – Nightwish
- Greatest Lovesongs Vol. 666 – HIM
- 1967: The First Three Singles – Pink Floyd
- Epitaph – King Crimson
- The Night Watch – King Crimson
- Eat/Kiss: Music for the Films by Andy Warhol – John Cale
- Kerouac: Kicks Joy Darkness – různí

## Domácí hity
- „Dívám se dívám“ – Hapka, Bílá
- „Co sudičky přály nám“ – Gott, Bílá
- „Kouzlo“ – Wanastowi Vjecy
- „Pozdrav z frony“ – Daniel Landa
- „Ráj“ – Daniel Hůlka
- „Déšť, vůz a pláč“ – Daniel Hůlka
- „Dlouhej kouř“ – Chinaski
- „Giordano Bruno“ – Olympic
- „Z prdele klika“ – Chaozz
- „Chaozz věci“ – Chaozz
- „Pán démonů“ – Daniel Hůlka
- „Krtek“ – Buty
- „Dobrý Bůh to ví“ – Lenka Filipová
- „Blázni se radujou“ – Lenka Filipová
- „Je v mý hlavě“ – Ready Kirken
- „Brána“ – Chaozz
- „Vlkodlak“ – Wanastowi Vjecy
- „Klobouk ve křoví“ – Lucie
- „Kéž slunce svítí“ – Vlasy
- „Kelti“ – Tři sestry
- „Bahamy“ – Miro Žbirka
- „Marie dej mi čaj“ – Ivan Hlas
- „Jdou po mě jdou“ – Jarek Nohavica
- „Neděle“ – Alias
- „Ty a já“ – Žbirka, Barbara Haščáková
- „Na silnici z Loun“ – Yo Yo Band
- „Gejza“ – Yo Yo Band
- „Sen v nás zůstává“ – Gott, Bílá

## Největší zahraniční hity
- „Ashes to Ashes“ – Faith No More
- „Ecuador“ – Sash!
- „I Wanna Be the Only One“ – Eternal
- „Firestarter“ – The Prodigy
- „You Were Meant For Me“ – Jewel
- „Quit Playin' Games (With My Heart)“ – Backstreet Boys
- „Everybody (Backstreet's Back)“ – Backstreet Boys
- „As Long As You Love Me“ – Backstreet Boys
- „I'll Be Missing You“ – Puff Daddy a Faith Evans
- „Dammit“ – Blink–182
- „Foolish Games“ – Jewel
- „Semi–Charmed Life“ – Third Eye Blind
- „Honey“ – Mariah Carey
- „Eye“ – The Smashing Pumpkins
- „Everlong“ – Foo Fighters
- „The Perfect Drug“ – Nine Inch Nails
- „Bittersweet Symphony“ – The Verve
- „The Difference“ – The Wallflowers
- „Forty Six & 2“ – Tool
- „A Long December“ – Counting Crows
- „Magdalene“ – Lenny Kravitz
- „My Heart Will Go On“ – Céline Dion
- „Don't Speak“ – No Doubt
- „Da Funk“ – Daft Punk
- „6 Underground“ – Sneaker Pimps
- „Lakini's Juice“ – Live
- „La Tumba“ – Dalida (Remix)
- „Gigi In Paradisco“ – Dalida (Remix)
- „Salma Ya Salama (Sueno Flamenco)“ – Dalida (Remix)
- „Silver Springs“ – Fleetwood Mac
- „Freak“ – Silverchair
- „Wannabe“ – Spice Girls
- „Karma Police“ – Radiohead
- „All By Myself“ – Céline Dion
- „Longneck Bottle“ – Garth Brooks
- „MMMBop“ – Hanson
- „Say You'll Be There“ – Spice Girls
- „All I Want“ – The Offspring
- „Back to You (song)“ – Bryan Adams
- „The Impression That I Get“ – The Mighty Mighty Bosstones
- „Tubthumping“ – Chumbawumba
- „Pink“ – Aerosmith
- „Ai no Tane" - Morning Musume
- „Sell Out“ – Reel Big Fish
- „Put Your Hands Where My Eyes Could See“ – Busta Rhymes
- „D'You Know What I Mean“ – Oasis

## Úmrtí
- 9. března – The Notorious B.I.G., americký rapper
- 9. dubna – Laura Nyro, americká skladatelka
- 29. května – Jeff Buckley, americký zpěvák a kytarista
- 12. října – John Denver, americký folkový písničkář
- 22. listopadu – Michael Hutchence, zpěvák INXS